# FTN
FTN (от FidoNet Technology Network) — технология организации офлайновой сети, использующаяся в Фидо и левонетах.
FTN является технологией, возникшей вместе с сетью Фидо в 1984 г., и развитие технологии было обусловлено потребностями быстро растущего Фидо. Однако отождествлять Фидо и FTN некорректно, поскольку FTN может использоваться и для создания других сетей, которые могут быть никак не связаны с Фидо. Такие сети называются левонетами. Известные случаи использования фидошниками FTN-технологий для организации производственных, узкоспециализированных сетей.

## Основные особенности технологии
- Независимость от транспорта. В настоящее время существует ПО для передачи данных по обычной телефонной линии с использованием модема и по Интернету или локальной сети на основе TCP/IP.
- Связь происходит по сеансному принципу (приняли-передали и отключились). FTN — офлайновая технология построения сетей.
- Возможность непосредственной («директной») связи одной системы с любой другой с использованием данных из нодлиста[2] — единого списка узлов сети.
- Наличие программ под популярные ОС и низкая требовательность к аппаратным ресурсам.
- Иерархическая адресация (зоны, сети, узлы и поинты), что предполагает наличие в такой сети административной иерархии (координаторов разных уровней).

## Организация
Крупнейшей и наиболее сложно организованной FTN-сетью является сеть Фидо (FidoNet). В ней адресация основана на геополитической принадлежности, а жизнь сети регулируется уставом. Левонеты обычно значительно проще в организационном плане.

### Стандартизация
Стандартами, в соответствии с которыми разрабатывается программное обеспечение FTN, служат документы, принимаемые FTSC (Комитет сети Фидо по техническим стандартам), но обязательность соблюдения тех или иных документов в левонетах и Фидо может различаться.

### Понятие FTN-системы и адресация в FTN-сетях
Единицей FTN-сети является так называемая система — комплект программ, настроенный на выполнение функций, связанных с пересылкой и обработкой почты и файлов. Человек, поддерживающий систему называется системным оператором (сисопом). У каждой системы есть адрес.
Стандартная схема FTN-адресации описана в FSP-1028. При полной записи адрес выглядит следующим образом: Zone:Net/Node.Point@Domain, где первые четыре поля заполняются номерами соответственно зоны, сети, узла и поинта, а пятое представляет собой буквенное обозначение FTN-сети. Такая полная запись называется 5D-записью. Возможны также сокращённые формы (4D, 3D и 2D) — когда программы могут предположить значения остальных полей.
Системы бывают узловыми и поинтовыми. Различие между ними обычно заключается только в правовом положении в сети (например, в Фидо поинты формально не являются членами сети). На первый взгляд, узловой адрес кажется короче, поскольку не содержит числа после точки, но на самом деле оно присутствует всегда, просто в узловых адресах оно равно нулю и обычно опускается. В 5D-форме узловые адреса также обычно записывают без номера поинта.
Поле «Domain» FTN-адреса (буквенное обозначение сети) не следует путать с доменными именами Интернета (см. FQDN). Так, доменное имя fidonet.org, на котором располагается официальный сайт сети Фидо, не будет являться корректным доменом при использовании в FTN-адресе. Вместо этого следует использовать просто fidonet.
На одном компьютере может быть не одна система. Во-первых, один комплект программ может быть настроен на одновременную работу под несколькими адресами. Тогда говорят об AKA (от also known as) в дополнение к основному адресу системы (первому указанному в конфиге). Во-вторых, может быть несколько комплектов, настроенных на независимую работу. Такое бывает, например, когда у узла выделен технический поинтовый адрес для работы BBS или роботов.

### Управление сетью, нодлист и поинтлист
Управление сетью осуществляется должностными лицами — координаторами. В обязанности координаторов входит определение схем маршрутизации и ведение нодлиста. Нодлист — это список узловых систем, состоящих в FTN-сети. Нодлист содержит информацию, необходимую для того, чтобы одна система могла вызвать другую через общедоступную сеть. Поинтовые системы также могут принимать входящие соединения, информация для связи с ними заносится в поинтлист.
Формат нодлиста и его флаги описаны в FTS-5000, FTS-5001 (основные стандарты) и FSP-1035 (DNS Distributed Nodelist). В Фидо допустимые флаги также описываются в эпилоге нодлиста. Формат поинтлиста описан в FTS-5002.

## Передаваемые данные
В FTN-сетях имеются средства для передачи текстовых сообщений и файлов. Текстовые сообщения можно разделить на нетмейл (личная переписка) и эхопочту (публичные тематические конференции). К средствам обмена файлами относятся файловые эхоконференции (рассылка файлов по тематическим категориям) и файловые запросы (запрос конкретного файла одной системой у другой). Однако распространена также передача в текстовых сообщениях файлов, закодированных в UUE.
Долгое время в FTN-сетях устанавливались ограничения на размер сообщения (например, правилами эхоконференций), обусловленные несовершенством используемых в то время программ. Постепенно допускался всё больший размер. Последним мыслимым ограничением остался объём письма в 64 КБ, поскольку проприетарная программа FastEcho, всё ещё остающаяся[когда?] достаточно популярной, не способна обрабатывать больше. Но в настоящее время в Фидо идут оживлённые споры, и всё больше людей отказываются от неё в пользу более современных программ, не имеющих ограничений на размер сообщений.
Существующие редакторы сообщений для FTN не поддерживают Юникод и способы разметки. Это приводит к тому, что через FTN передаётся только простой неформатированный текст в CP866 или другом наборе символов с однобайтным кодированием. FTN позволяет передавать сообщения в любых кодировках, содержащие любые теги разметки, но отсутствуют редакторы, поддерживающие их.
Для задания различных характеристик передаваемого сообщения, в него вставляются специальные управляющие строки — кладжи, схожие с RFC-заголовком сообщений электронной почты. Общее описание кладжей содержится в FTS-4000, но сами кладжи описываются в отдельных документах. Каждое сообщение должно содержать кладж MSGID (FTS-0009), кодировка сообщения указывается в кладже CHRS (FTS-5003), зашифрованные или подписанные ЭЦП сообщения обозначаются кладжем ENC (FSC-0073) и т. д.
Информация, необходимая для распространения файлов по файловым эхоконференциям, содержится в сопроводительном файле, имеющим расширение tic. Распространение файлов этим способом описано в FSC-0087. В настоящее время, когда есть множество более совершенных способов распространения файлов, файловые эхоконференции в Фидо служат прежде всего распространению официальной информации.

## Устройство и функционирование FTN-системы
Можно выделить следующие функции, для выполнения которых предназначены соответствующие программы:
- приём и передача почты и файлов другим системам — мейлер;
- роутинг и паковка нетмейла — трекер нетмейла;
- тоссинг эхопочты — эхопроцессор (тоссер);
- работа с файловыми эхоконференциями — файлэхопроцессор (тикер);
- обработка файловых запросов — фрекпроцессор.

На деле часто функции одной программы выполняет другая. Например, трекингом нетмейла может заниматься тоссер HPT из комплекта Husky, а мейлер T-Mail способен ещё и самостоятельно обрабатывать файловые запросы. В настоящее время большинство систем составляют только мейлер и тоссер.

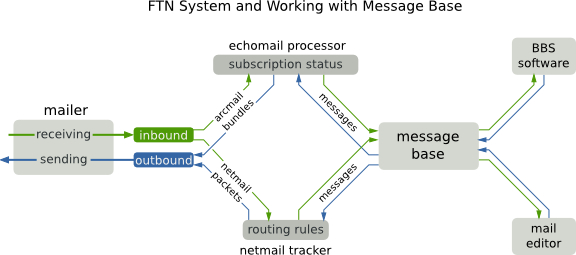
Устройство FTN-системы и работа с базой сообщений

Фактически FTN-система ограничивается приёмом, обработкой и передачей сообщений и файлов — базы сообщений не являются частью системы. Если какая-то эхоконференция не сохраняется в локальной базе, то её называют пассрушной (от англ. passthrough).
О BBS можно говорить в том случае, если к базе сообщений предоставляется многопользовательский доступ по сети. Пользователи BBS не нуждаются в полном наборе FTN-программ, а обходятся только программой-клиентом. В настоящее время распространены BBS, основанные на протоколах NNTP и HTTP. Пользователи не имеют собственного адреса в сети — они пишут с адреса системы, на которой работает BBS.

### Транспорт и передача
FTN сама по себе не привязана к физическим каналам передачи данных, её суть заключается в офлайновости. Связь происходит по сеансному принципу: в соединении участвуют только две системы, соединение требуется только на короткое время, чтобы принять и передать новые сообщения. Информация распространяется сериями соединений аплинков и даунлинков (uplinks and downlinks). Крупные раздающие узлы получают статус хаба. Постоянные линки защищаются паролем, но если система принимает входящие соединения, то по данным нодлиста или поинтлиста можно переслать ей сообщение или файл напрямую («директом») через непарольную сессию.
Работу с каналом передачи данных в FTN-системе осуществляет мейлер. Первоначально технология создавалась для связи с помощью модема по телефонным линиям, но уже с середины 1990-х годов для обмена почтой между крупными узлами Фидо начинает использоваться Интернет.
Применяемые в настоящее время протоколы передачи данных: binkp (FTS-1026), ifcico (FTS-1024) и fido-over-email (FTS-1025 и др.) для связи через Интернет и EMSI (FSC-0056) для модемного соединения.
Теоретически FTN-сеть может использовать сколько угодно физических сетей одновременно — вопрос только в создании соответствующих мейлеров. Фидошники, говоря о независимости от каналов связи, порой добавляют: «хоть голубиной почтой!» И действительно, бандлы можно кодировать в UUE, распечатывать как текст и отправлять с голубями, а на принимающей стороне распознавать, декодировать и передавать тоссеру — голубь будет «мейлером», а UUE вместе с принтером и сканером — специфическим типом inbound/outbound.

### Inbound/Outbound и пакеты с сообщениями
«Инбаунд» и «аутбаунд» — это каталоги с входящими и исходящими данными. Собственная функция мейлера заключается только в том, чтобы принять в инбаунд и передать из аутбаунда — обработку осуществляют другие программы. И приём, и передачу мейлер в большинстве случаев может одинаково осуществлять как на входящих, так и на исходящих сессиях.
Если инбаунд всегда один (однако обычно для парольных и непарольных сессий разные каталоги инбаунда), то аутбаунд бывает разных типов. Известны ArcMail Attach (AMA), Amiga Style Outbound (ASO) и Binkley Style Outbound (BSO).
Для передачи эхопочты используется ArcMail — пакеты с почтой сжимаются архиватором. Обычно в один аркмейловый бандл помещается много пакетов с сообщениями. Эхопочта передаётся аркмейлом (то есть в сжатом виде) независимо от типа аутбаунда.
Пакеты с нетмейлом обычно передаются в несжатом виде. И для нетмейла, и для эхопочты используется один и тот же формат пакета (в настоящее время — пакет типа 2+, описанный в FSC-0048). Формат, в котором сообщение записывается в пакет, описан в FTS-0001.
Здесь кроется одна терминологическая ловушка. Дело в том, что часто можно слышать, как говорят «непакованный нетмейл». В данном случае имеется в виду нетмейл, не сжатый в аркмейл. Для отправки любое сообщение должно быть упаковано в пакет (файл с расширением pkt), но пакеты с эхопочтой сжимаются и передаются аркмейлом, а пакеты с нетмейлом передаются сами по себе, без сжатия. Есть возможность передавать аркмейлом и нетмейл, но это делается очень редко.
О несжатом («непакованном») нетмейле говорят в связи с почтовым часом. Согласно уставу сети Фидо, узел сети должен быть способен принять в почтовый час незаархивированный нетмейл при непарольной сессии (пункт 2.1.8).
По принятии в инбаунд определённых данных мейлер может запустить программу-обработчик или создать файл-флаг.

### Тоссинг эхопочты
Если мейлер принимает аркмейл, то запускается тоссер. Тоссер производит разархивацию аркмейла и распаковку пакетов с сообщениями. При получении сообщения в некоторую эхообласть (кладж AREA) тоссер проверяет статус подписки линков системы на эту область и упаковывает новые сообщения каждому подписанному линку, после чего помещает созданные бандлы в аутбаунд. Для предотвращения повторной отправки сообщения системам, через которые оно уже прошло, существует кладж SEEN-BY. Линки могут управлять своей подпиской на эхоконференции с помощью менеджера подписки (робот Areafix), отправляя ему нетмейлом специальные команды.
Тоссер может сохранять сообщения в базу, с которой локально может работать сисоп с помощью редактора сообщений или удалённо множество пользователей через BBS. Тоссер должен сканировать базы на предмет появления новых сообщений и упаковывать их для отправки линкам системы.
Эхопочта описана в FTS-0004.

### Трекинг нетмейла
Если мейлер принимает нетмейл, то для его обработки запускается трекер (хотя функции трекера может выполнять тоссер или сам мейлер). Трекер распаковывает пакет с сообщениями и поступает с ними в соответствии с настройками системы. Прежде всего трекер должен осуществлять роутинг транзитных сообщений — если сообщение адресовано не той системе, которой принадлежит трекер, оно будет упаковано для отправки другому линку в соответствии с правилами маршрутизации. Перед отправкой трекер вставляет в сообщения строку с кладжем Via, содержащую адрес системы, время обработки и идентификатор программы, осуществляющей трекинг (формат этого кладжа описан в FTS-4009). Свою строку с кладжем Via должна вставлять каждая транзитная система, через которую проходит сообщение.
Дополнительно трекер может проверять наличие отправителя и получателя сообщения в нодлисте и поинтлисте (эти документы должны быть актуальны), отправлять уведомления о приёме и обработке сообщения (если отправитель задал соответствующие атрибуты), передавать сообщения роботам (например, факсерверу или менеджеру подписки).
Если сообщение адресовано системе, которой принадлежит трекер, и не является техническим (например, адресованным роботу) то оно подлежит сохранению в базу сообщений для последующего прочтения сисопом.

### Обработка файлэхоконференций
Если мейлер получает файл с расширением tic, то при нормальном функционировании системы-отправителя это означает, что перед этим файлом был отправлен файл, распространяемый по файлэхоконференции. Tic-файл отправляется следом за новым файлом и выполняет по отношению к нему те же функции, что кладжи для сообщений, и для его обработки следует запустить файлэхопроцессор.
Схема работы файлэхопроцессора аналогична работе тоссера. Функционирование файлэхоконференций и формат tic-файла описаны в FSC-0087.

### Обработка файловых запросов
Если мейлер получает файл с расширением req, это означает, что системе был направлен файловый запрос (фрек), и следует запустить соответствующий обработчик. Фреки описаны в FSC-0086 и FTS-0006.

### Атрибуты сообщений
В атрибутах сообщения задаётся срочность отправки, запросы уведомлений о получении или прочтении и другие параметры. Например, атрибут K/s (от kill/send) говорит о том, что письмо следует удалить из базы после отправки. Сообщение с атрибутом Dir должно быть отправлено напрямую получателю, а не по роутингу. При атрибуте Pvt письмо считается частным. Атрибут Uns устанавливается на новые сообщения и меняется на Snt после отправки. Редактор устанавливает атрибует Rcv на новое полученное сообщение, адресованное пользователю, когда тот его прочитает. Атрибут Loc означает, что сообщение было создано в системе, а не пришло извне.
Пока сообщение не отправлено, атрибуты хранятся в базе сообщений. При передаче атрибуты становятся частью упакованного в пакет сообщения (формат упакованного сообщения описан в FTS-0001). Когда тоссер после распаковки записывает сообщения во временный каталог, атрибуты могут записываться в кладже FLAGS (FSC-0053).

## Дополнительные утилиты
Часто дополнительно используются программы для:
- автоматической конфигурации;
- анализа логов и генерации статистики;
- работы с базами сообщений (очистка, сортировка, сжатие, конвертация);
- формирования файловых запросов;
- кодирования/декодирования UUE;
- разовой отправки сообщений или файлов;
- автоматизации работы системы;
- работы с нодлистами (сборка, индексирование).

## Примеры FTN-сетей
Существовало большое количество, в основном, некоммерческих сетей, использовавших FTN как технологию. Так, по состоянию на 1994 год в Африке FTN использовали 13 сетей. Одним из наиболее известных проектов, использовавших FTN была международная сеть для детей и родителей K12network.
По состоянию на 2021 год кроме FidoNet множество других FTN-сетей продолжают функционировать и вести обмен сообщениями между узлами и BBS. Это такие сети как, например:
- AdvnetureNet
- AgoraNet
- EggNet
- fsxNet
- JustaXnet
- LinuxNet
- Pascal-Net
- RetroNet
- SciNet
- STN
- SurvNet
- VirNet
- VKRadio
- ZXNet (ZX-Net)
- ZyXELNet